# Rettungstuch

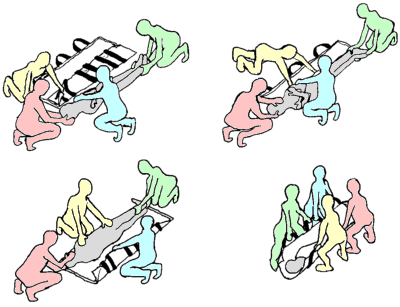
Unterlegen eines Tragetuches

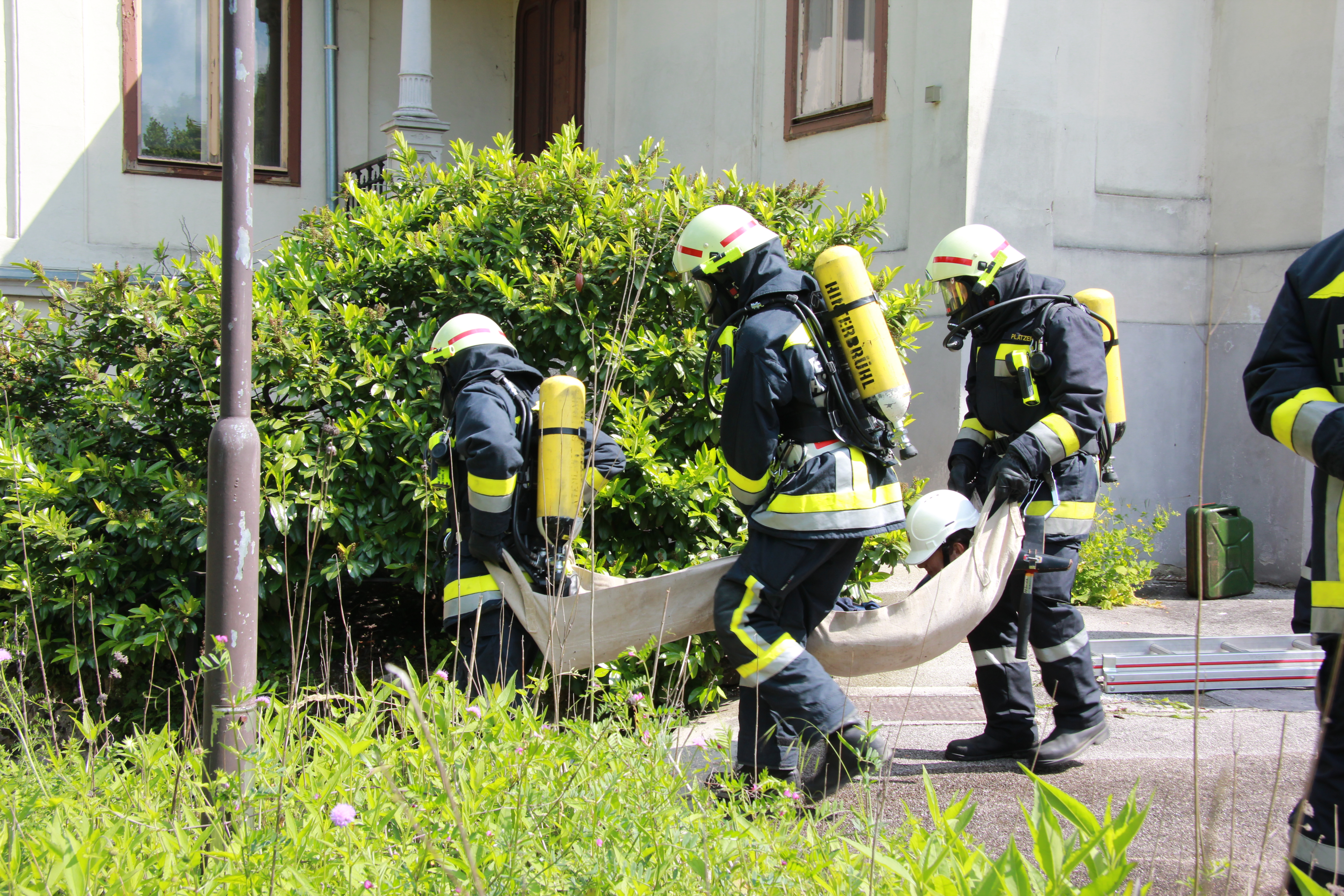
Die Verwendung eines Tragetuches im Rahmen einer Feuerwehrübung durch drei Personen

Ein Rettungstuch, Tragetuch, Bergetuch oder Evakuierungstuch ist eine faltbare Tragevorrichtung zum Transport oder zur Bergung von immobilen, verletzten, bewusstlosen oder verstorbenen Personen, insbesondere bei ungünstigen räumlichen Verhältnissen. Sie werden oft in Notfällen, zum Beispiel in der Ersten Hilfe oder in Rettungsdiensten eingesetzt. Sie sind nicht zu verwechseln mit Sprungtüchern.

## Beschreibung
Rettungstücher werden in Hilfsorganisationen eingesetzt, insbesondere bei der Feuerwehr, im Rettungsdienst, im Katastrophenschutz sowie beim THW, wobei sich die Namensgebung teilweise unterscheidet. Sie werden eingesetzt, wenn aus Platzgründen andere Tragevorrichtungen (andere Formen von Tragen) nicht eingesetzt werden können, z. B. in sehr engen Räumen und Treppenhäusern. Rettungstücher bestehen typischerweise aus robustem Stoff oder Kunststoff und haben mehrere Tragegriffe. Im Bereich des Rettungsdiensts gibt es genormte Rettungstücher nach DIN EN 1865, welche sich auch bei den übrigen Hilfsorganisationen finden. In Normalfall sind für den Einsatz eines Rettungstuchs mindestens drei Helfer erforderlich. Dadurch soll ein Durchhängen des Patienten zu vermieden werden. In einzelnen Anwendungsvarianten sind teilweise weniger Helfer erforderlich.
Für übergewichtige Personen existieren übergroße Tragetücher. Im Bereich von Pflegeeinrichtungen gibt es Rettungs- und Evakuierungstücher, die bereits vorbeugend unter der Matratze der Patienten platziert sind. Hiermit lassen sich die Patienten schnellstmöglich (auch samt Matratze) vertikal und horizontal retten (auch bekannt als Hamburger Rettungstuch).
Verletzungen im Beckenbereich, an der Wirbelsäule oder andere schwerwiegende Verletzungen können unter Umständen die Verwendung des Rettungstuches ausschließen, soweit andere Rettungsmöglichkeiten zur Verfügung stehen.

## Verwendung

### Patientenorientierte Rettung
Der Patient wird schonend zur Seite gedreht und das längsgefaltete Rettungstuch hinter ihn gelegt. Dann wird der Patient zur anderen Seite gedreht und das Tuch entfaltet, so kommt er darauf zu liegen. Bei einer anderen Methode wird der Oberkörper des Patienten aufgerichtet, das gefaltete Rettungstuch untergelegt und dann beim wieder liegenden Betroffenen das Tuch unter dem Gesäß bis zu den Füßen entfaltet. Durch entsprechendes Falten des Tuches können Patienten auch sitzend getragen werden. Auch zum Umlagern eines Patienten aus dessen Bett auf eine Trage kann das Rettungstuch verwendet werden. Im weiteren Verlauf wird der Patient regelmäßig auf eine normale Trage umgelagert.

### Sofortrettung
Ein weiterer Verwendungszweck des Rettungstuches ist der Transport von Verletzten unter Zeitdruck (z. B. aus einem Brandobjekt). Die Person kann auch hier liegend oder sitzend getragen werden. Ebenso kann das Rettungstuch zwischen den Beinen der Person zum Oberkörper gefaltet und seitlich vom Rumpf über die Tragschlaufen per Karabinerhaken miteinander verbunden werden, um so eine Tragevorrichtung zu schaffen (improvisierte Rettungswindel). Zur erforderlichen und schnellstmöglichen Rettung aus einer Gefahrenzone kann das Rettungstuch auch zum Schleifen eines Verletzen aus dem gefährdeten Bereich benutzt werden.